# 堀口智之
堀口 智之（ほりぐち ともゆき、1984年 - ）は、日本の経営者。新潟県出身。

## 人物・略歴
新潟県南魚沼市出身。
山形大学理学部物理学科卒業。東京、大阪・オンライン教室などを展開する「大人のための数学教室　和®（なごみ）」の創業者。一般社団法人ビジネス数学協会理事。和から株式会社を2011年に創業。代表取締役。
創業の際に、両親の10万円、弟が貸してくれた3万円と自己資金10万円を合わせた23万円で、事業をスタートすることになった。

## 著書
- 『「データセンス」の磨き方:一瞬で数字を読む力をつける~』（ベレ出版、2018年8月10日、ISBN 978-4860645540）
- 『デキる大人になるレシピ 明日の会議ですぐ効く 伝わる数字の使い方』（日経HR、2019年6月21日、ISBN 978-4891121891）
- 『一瞬で数字をつかむ！「概算・暗算」トレーニング』（ベレ出版、2024年1月9日、ISBN 978-4860647414）